# Идолопоклонство Михи-ефремлянина

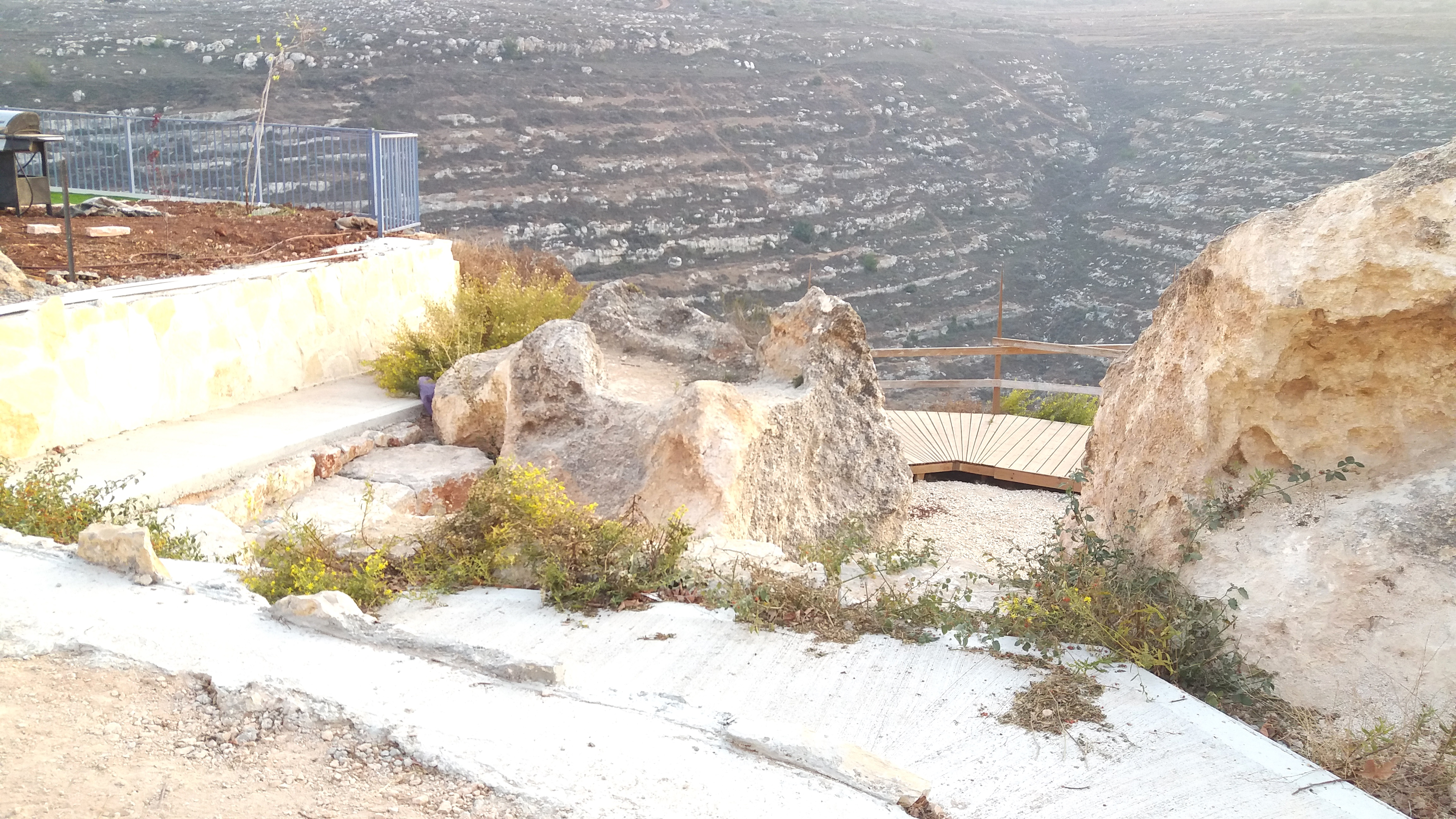
Жертвенник Михи. Находится на территории посёлка Гиват Харель в Самарии.

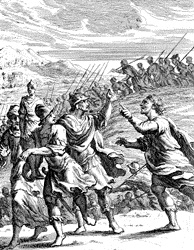
Миха и данитяне
Гравюра Йоханн Кристоф Вайгель (1695)

Идолопоклонство Михи-ефремлянина — библейский, ветхозаветный сюжет из Книги Судей Израилевых (Суд. 17:1—5), когда муж на горе Ефремовой по имени Миха (ивр. מיכה‎ — сокращ. от «מיכיהו»: «кто, как Господь»; «кто как Иегова»), живший во времена Судей, ввёл идолослужение в Израильском царстве.

## Сюжет
Похитив у своей матери 1100 сиклей (сребреников), Миха, когда мать изрекла проклятие на вора, сознался ей в краже и возвратил деньги. Из этой суммы мать, в исполнение данного ей раньше обета, дала 200 сиклей мастеру-плавильщику, чтобы сделать из них идола — «истукан и литой кумир».
Тогда Миха ввёл настоящий культ: построил храм, изготовил священное облачение (эфод; אפוד) и оракула (терафим; תרפים) и посвятил одного из своих сыновей в священники. Когда у Михи остановился странствующий левит (Суд. 18:1—30, Ионатан, внук Менаше), Миха пригласил его быть священником храма. Миха верил, что Бог ниспошлет ему счастье, раз левит состоит у него священником.
Случайно в дом Михи зашли пять человек из колена Дан (данитяне), отправлявшиеся искать землю для своих соплеменников. Узнав левита, они попросили его предсказать им с помощью оракула исход их предприятия, что он и исполнил, обещав им счастливое окончание путешествия. Когда, по указанию этих разведчиков, 600 вооруженных данитов отправились на завоевание новой области, они, проходя мимо дома Михи, забрали идола и все принадлежности его культа, уговорив также левита последовать за ними. Идол Михи оставался у колена Дана долгое время, вплоть до изгнания этого колена. Агада говорит, что левит отличался исключительным долголетием за то, что, служа идолу, он вместе с тем отговаривал народ от приношения ему жертв.